# Dracophyllum muscoides
Dracophyllum muscoides is een plantensoort uit de heidefamilie (Ericaceae). Het is een laaggroeiende kussenvormende plant die groottes bereikt tussen 15 en 50 millimeter. De plant heeft rechtopstaande takjes die dicht opeengepakt staan. De bladeren zijn zeer klein waarvan de uiteinden zichtbaar zijn. De bloemetjes zijn wit en groeien verspreid over de plant. 
De soort komt voor op het Zuidereiland van Nieuw-Zeeland. Hij groeit daar in sub-alpiene gebieden, waar hij aangetroffen wordt in kruidenvelden (herbfields), graslanden, alpiene moerassen en op rotsblokken.

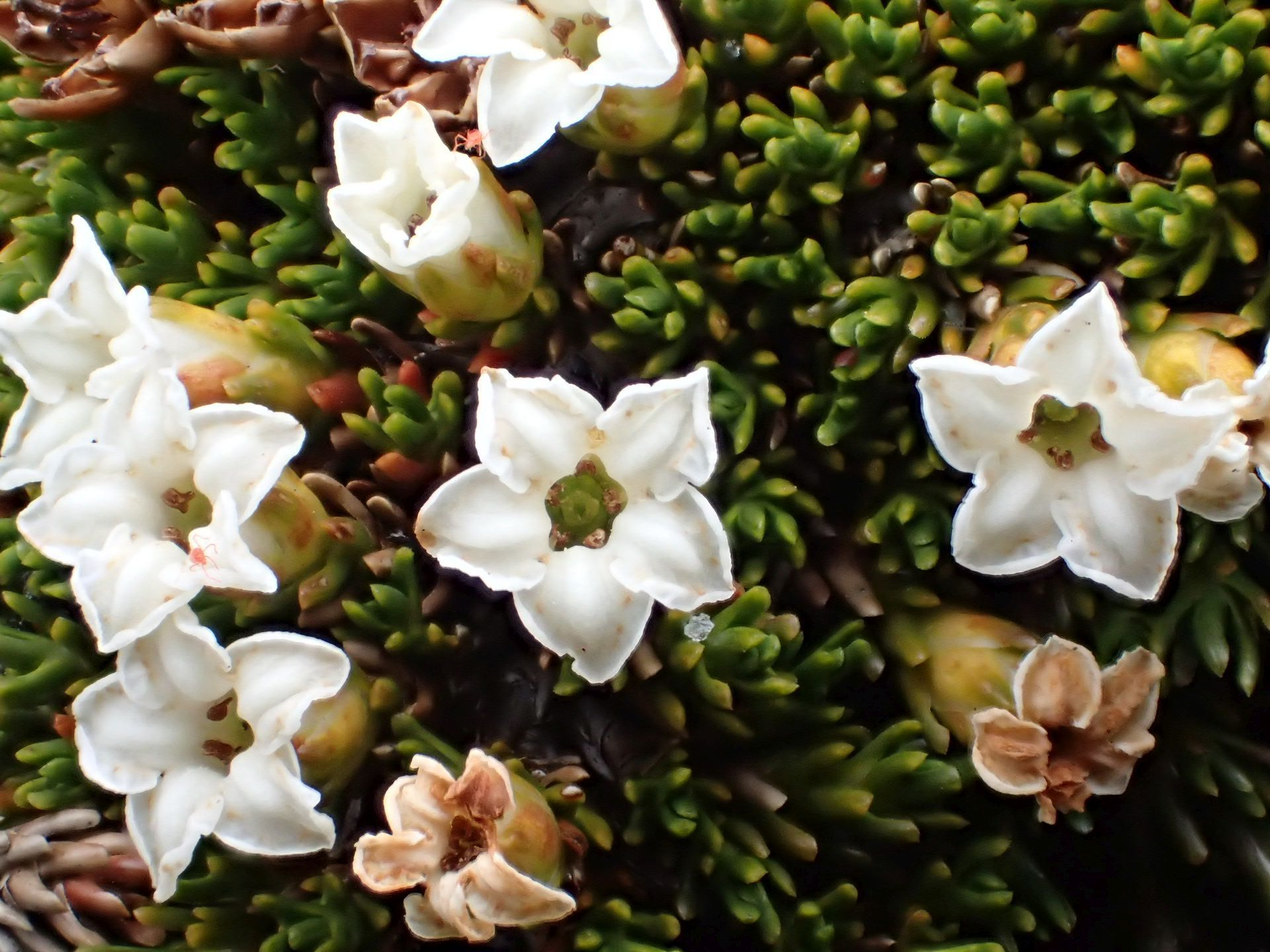
Bloemen